# Feste islamiche
L'Islam osserva due importanti festività, l'Aïd el-Fitr, in arabo  عيد الفطر‎?, ʿīd al-fiṭr (festa della rottura) che si riferisce al giorno dopo l'ultimo giorno del mese sacro del Ramadan, e l'Aïd al-Adha, in arabo عيد الأضحى,‎?, (festa del sacrificio), chiamata anche Eïd al-Kabīr in arabo العيد الكبير‎? (la grande festa) principalmente nel Maghreb, che si riferisce alla storia del profeta Abramo (Ibrahim nel Corano). Il modo di integrare queste feste nel calendario civile dipende dalle culture, così come dalle correnti dell'Islam come il sunnismo, lo sciismo o il wahhabismo.
Tutte le festività musulmane seguono il calendario islamico, un calendario lunare, e sono quindi feste mobili con un'ampiezza di circa undici giorni rispetto all'anno solare. Questo calendario differisce tra sunniti e sciiti.

## Eventi e festività religiose più importanti

### Venerdì (giorno santo)
Il venerdì è per i musulmani un giorno importante, come la domenica per i cristiani, e il sabato per gli ebrei. Tuttavia, nella maggior parte dei paesi musulmani non è un giorno di riposo, ad eccezione dell'Algeria, è il suo primo giorno libero (il fine settimana è venerdì e il sabato) mentre l'Arabia Saudita osserva una chiusura di mezza giornata dei negozi.
La preghiera del venerdì è una preghiera collettiva, che si tiene ogni venerdì nel primo pomeriggio. Le moschee più grandi in cui si tengono queste preghiere sono chiamate moschee del venerdì. Per gli uomini, questa preghiera del venerdì è obbligatoria, e per le donne è auspicabile. La preghiera del venerdì è caratterizzata da un sermone pronunciato dal predicatore in generale, l'imam della moschea, e questo prima delle due genuflessioni della preghiera di Dio.

### Ramadan (mese sacro)
Il mese del Ramadan è un periodo musulmano di digiuno, durante il quale i musulmani non possono consumare cibo o bevande tra la prima luce del giorno e il tramonto. Il saoum o sawm' (in arabo صَوم‎? [ṣawm], digiuno) fa parte dei cinque pilastri dell'Islam. Le donne incinte, gli anziani, i bambini e gli ammalati sono liberati da questo dovere di digiuno.
Il giorno del digiuno inizia con la preghiera rituale molto presto al mattino, che è seguita da una colazione in famiglia e dalla recita di un passaggio del Corano. Durante il giorno, i musulmani cercano di pensare il più possibile ad Allah, recitano preghiere silenziose e meditano su come possono liberarsi dalle loro tendenze distruttive o peccaminose.

#### Laylat al-Qadr
Il Laylat al-Qadr o Notte del destino in arabo لَيْلَةِ الْقَدْرِ‎? è una delle notti della fine del mese del Ramadan considerata benedetta tra i musulmani. Durante quella notte, secondo il mito, il Corano fu rivelato a Maometto dall'angelo Gabriele. Ciò accade tra il 21º giorno e il 29º giorno del Ramadan, un giorno dispari, è il 21, 23, 25 o 27.

#### Fine del Ramadan
L'Id al-fitr in arabo ʿīd al-fiṭr‎? (festa della rottura), è la festa musulmana che segna la rottura del digiuno del mese del Ramadan. Inizia al tramonto. Si festeggia presto il giorno dopo, cioè il primo giorno del mese di Shawwal. I musulmani si riuniscono per celebrare le preghiere rituali festive. Cibo e bevande (non alcoliche) sono serviti nelle moschee e nelle case. I bambini ricevono dolci. È anche consuetudine scambiare dei regali con familiari e amici. La festa dura tre giorni ed è tradizione (Sunna) digiunare per altri sei giorni supplementari a scelta durante il mese di shawwâl. Questa festa è anche chiamata a volte  Eid es-Seghir  la piccola festa al contrario di Id al-adha, la grande festa.

### Id al-adha
Id al-adha in arabo عيد الأضحى‎? o (festa del sacrificio) a volte è chiamato festival del montone. Questo festival celebra la fede di Abramo che stava per sacrificare il proprio figlio, Ismaele, seguendo una visione (fonte: Corano) e un angelo gli apparve. Dio poi, trovando la verità in Abramo, gli disse attraverso l'angelo di sacrificare un montone al posto di suo figlio.

### Jalsa Salana (Bid'a)
La Jalsa Salana è una cerimonia religiosa di più giorni organizzata dai musulmani Ahmadiyya in onore di Allah e del Profeta Muhammad, per l'edificazione spirituale dei credenti. Il suo fondatore è Mirza Ghulam Ahmad, un riformatore dell'islam del XIX secolo. Questa festa fu iniziata con questo scopo di riforma religiosa, e fu tenuta per la prima volta a Qadian, in India, il 27 dicembre 1891.
Nella città di Qadian, questo festival si tiene le successive settimane di dicembre. La Jalsa Salana fu ufficialmente bandita nel vicino Pakistan nel 1984 sotto la pressione dei mullah. La prima Jalsa Salana nel Regno Unito ha avuto luogo nel 1966. Dopo il divieto di organizzare la Jalsa Salana in Pakistan, quella nel Regno Unito è diventata internazionale e si tiene ogni anno vicino a Londra. Una prima Jalsa Salana è stata organizzata in Germania nel 1976 a Francoforte, e attualmente conta circa 30.000 partecipanti all'anno. È in Germania che questo festival è più popolare. Nel 2004, una prima festa è stata organizzata anche a Parigi.

### Ashura
Ashura in arabo عاشوراء‎? è il nome del decimo giorno del mese di Muharram nel calendario dell'Egira. Questo giorno ha un significato diverso per i diversi rami dell'Islam. Gli sciiti ricordano questo giorno nella battaglia di Kerbala, nell'anno 680, durante il quale al-Husayn ibn Ali fu ucciso. Per gli Aleviti, Ashura non è un giorno di commemorazione per gli sciiti, ma una festa che si svolge dopo dodici o tredici giorni di digiuno. Per i sunniti, infine, Ashura è un giorno di digiuno, ma non obbligatorio. Questo giorno è per loro in diretta relazione con la salvezza di Mosè durante la sua fuga dall'Egitto. Ashura è quindi un giorno di gioia e ringraziamento. Muhammad ha raccomandato, per differenziarsi dalla gente del libro, di digiunare nei giorni 9 e 10 di Muharam, o di digiunare il 10º e 11º giorno, a scelta.

### Laylat Al Isrā' e Al Mi'rāj (Il viaggio notturno di Mohammed)
Molti musulmani commemorano il viaggio notturno di Maometto (in arabo ليلة الإسراء‎?, laylat al-isrāʾ) il 27º giorno del mese di Rajab. Durante questo viaggio notturno, Maometto fu trasportato dall'angelo Gabriele tra Gerusalemme e La Mecca, come indicato dai primi versi della Sura 17 del Corano.

### Laylat ul Bara'ah
(ar) Durante questa festa, i musulmani pregano tutta la notte per essere perdonati per i loro peccati dell'anno precedente. Durante queste preghiere ad Allah, alcuni musulmani digiunano. In alcuni paesi musulmani è consuetudine visitare le tombe dei defunti e fare l'elemosina.

## Calendario delle festività
| Festa                    | Significato                                       | 2018                  | 2019                 | 2020                 |
| ------------------------ | ------------------------------------------------- | --------------------- | -------------------- | -------------------- |
| Primo giorno di Muharram | Capodanno Islamico                                | 12 settembre          | 31 agosto            | 20 agosto            |
| Ashūrā                   | 10 giorno di Muharram, digiuno rituale            | 21 settembre          | 9 settembre          | 29 agosto            |
| Mawlid al-rasul          | Compleanno del profeta Maometto                   | 21 novembre           | 10 novembre          | 29 ottobre           |
| Laylat al-Miraj          | Notte del viaggio e l'ascesa al cielo             | 13 aprile             | 3 aprile             | 22 marzo             |
| Laylat al-Barat          | Notte del perdono                                 | 1º maggio             | 21 aprile            | 9 aprile             |
| Inizio del Ramadan       | 9º mese del calendario islamico. Mese del digiuno | 17 maggio             | 6 maggio             | 24 aprile            |
| Laylat al-Qadr           | Notte del destino                                 | 11 giugno             | 1 giugno             | 20 maggio            |
| Id al-Fitr               | Fine del Ramadan                                  | 16 giugno             | 4 giugno             | 24 maggio            |
| Hajj                     | Pellegrinaggio alla moschea della Mecca           | 19 agosto - 24 agosto | 9 agosto - 14 agosto | 29 luglio - 3 agosto |
| Il giorno di Arafat      | Secondo giorno di pellegrinaggio                  | 20 agosto             | 10 agosto            | 30 luglio            |
| Id al-Adha               | Festa del Sacrificio                              | 21 agosto             | 11 agosto            | 31 luglio            |